# Andrew Huxley
Andrew Fielding Huxley (n. 22 noiembrie 1917, Hampstead⁠(d), Anglia, Regatul Unit al Marii Britanii și Irlandei – d. 30 mai 2012, Cambridge, Anglia, Regatul Unit) a fost un biofizician și fiziolog britanic, laureat al premiului Nobel în 1963 pentru Fiziologie sau Medicină. 